# 层次模型

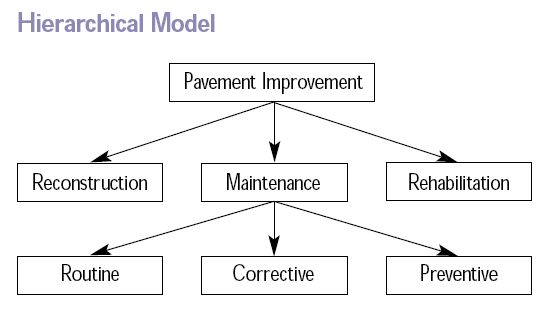
一个层次模型实例.

层次模型是一种用树形结构描述实体及其之间关系的数据模型。在这种结构中，每一个记录类型都是用节点表示，记录类型之间的联系则用结点之间的有向线段来表示。每一个双亲结点可以有多个子节点，但是每一个子节点只能有一个双亲结点。这种结构决定了采用层次模型作为数系组织方式的层次数据库系统只能处理一对多的实体联系。
由IBM于1968年推出的IMS（Information Management System）数据库管理系统是第一个层次模型数据库管理系统，也是最典型的一个。